# Blauwe oorfazant
De blauwe oorfazant (Crossoptilon auritum) is een vogel uit de familie fazantachtigen (Phasianidae). De wetenschappelijke naam van de soort is voor het eerst geldig gepubliceerd in 1811 door Pallas.

## Kenmerken
Deze 110 cm grote vogel heeft een grijsblauw verenkleed en een zwarte kop. Rond de hals loopt een witte band, die aan de achterzijde van de kop uitloopt in twee achterwaartse pluimen. Rondom de ogen en het voorhoofd is de vogel roodgekleurd. De staart heeft 24 pennen.

## Voortplanting
Het vrouwtje legt gemiddeld tien lichtgroene eieren, welke 27 dagen worden bebroed.

## Voorkomen
De soort is endemisch in het midden van China.

## Beschermingsstatus
Op de Rode Lijst van de IUCN is heeft de soort de status niet bedreigd.